# Andrei Nechita

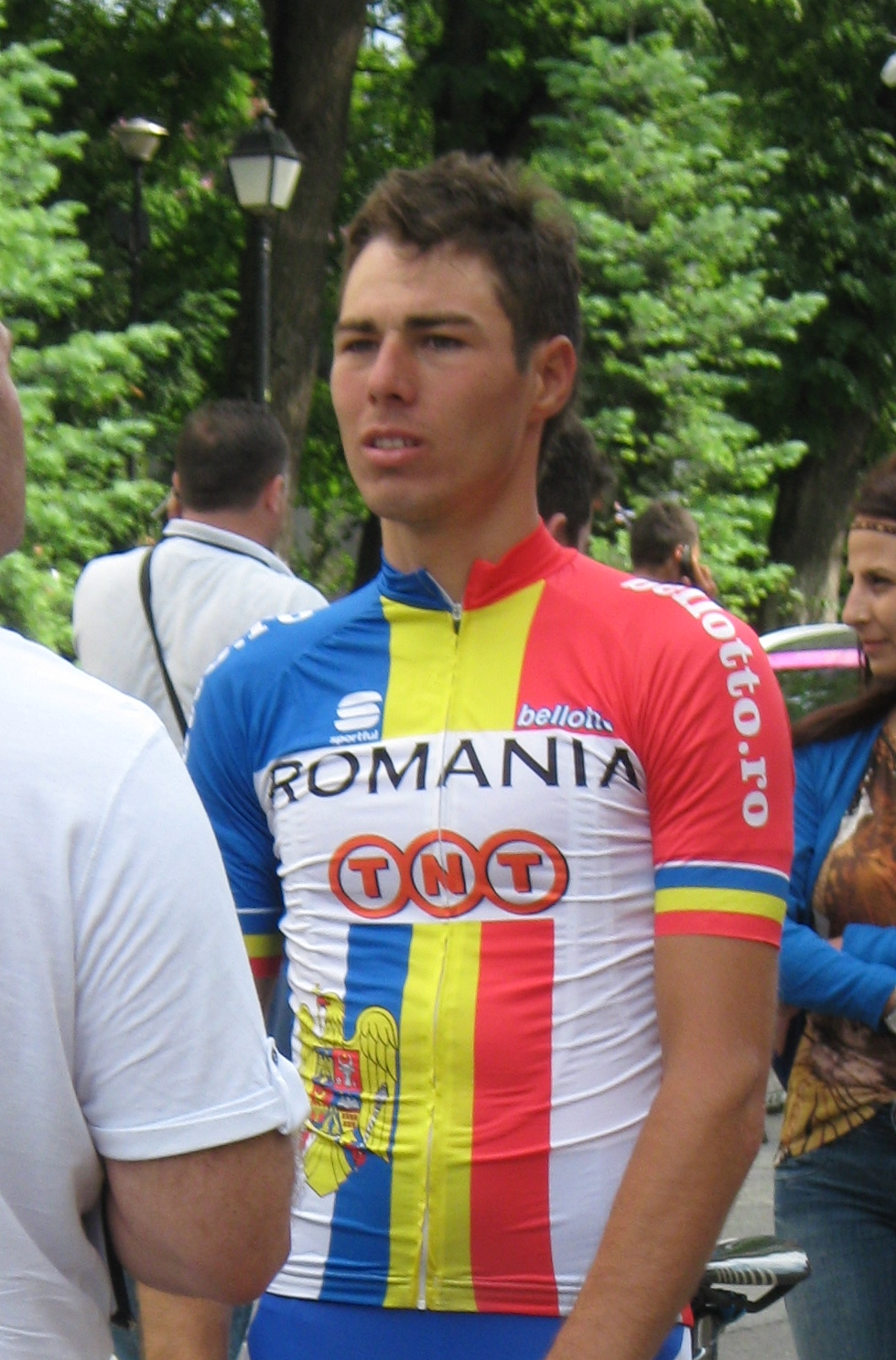
Andrei Nechita 2012

Andrei Nechita (* 29. Mai 1988 in Bârlad) ist ein rumänischer Radrennfahrer.
Nechita wurde während seiner Laufbahn insgesamt achtmal rumänischer Radsportmeister: 2009 im Straßenrennen der U23, 2010 im Straßenrennen der Elite und damit zugleich der U23 sowie in den Folgejahren vier weitere Male im Straßenrennen und zweimal im Einzelzeitfahren der Elite. International gewann er 2011 die Gesamtwertung der Romanian Cycling Tour, 2012 eine Etappe der Tour of Szeklerland und 2014 den Prolog der Sibiu Cycling Tour.

## Erfolge
2009
- Rumänischer Meister – Straßenrennen (U23)

2010
- Rumänischer Meister – Straßenrennen (Elite / U23)

2011
- Gesamtwertung Romanian Cycling Tour
- Rumänischer Meister – Einzelzeitfahren
- Rumänischer Meister – Straßenrennen

2012
- Rumänischer Meister – Einzelzeitfahren
- eine Etappe Tour of Szeklerland *

2013
- Rumänischer Meister – Einzelzeitfahren
- Rumänischer Meister – Straßenrennen

2014
- Rumänischer Meister – Einzelzeitfahren

2016
- Prolog Sibiu Cycling Tour

* Andrei Nechita wurde zusammen mit Ioannis Tamouridis zum Sieger der Etappe erklärt.

## Teams
- 2014 MG Kvis-Wilier
- 2015 Tusnad Cycling Team
- 2016 Tusnad Cycling Team